# Adiantum caribense
Adiantum caribense är en kantbräkenväxtart som beskrevs av A. Rojas. Adiantum caribense ingår i släktet Adiantum och familjen Pteridaceae. Inga underarter finns listade.